# Szerhij Jevhenyijovics Huszjev
Szerhij Jevhenyijovics Huszjev (ukránul: Сергій Євгенійович Гусєв; oroszul: Сергей Евгеньевич Гусев, Szergej Jevgenyjevics Guszev; Odessza, Szovjetunió, 1967. július 1. –) ukrán labdarúgócsatár.